# Geranomyia procax
Geranomyia procax là một loài ruồi trong họ Limoniidae. Chúng phân bố ở miền Australasia.